# Скапинелли ди Легуиньо, Раффаэле
Раффаэле Скапинелли ди Легуиньо (итал. Raffaele Scapinelli di Leguigno; 25 апреля 1858, Модена, Моденское герцогство — 16 сентября 1933, Форте-дей-Марми, Королевство Италия) — итальянский куриальный кардинал и папский дипломат. Титулярный архиепископ Лаодикии с 30 января 1912 по 6 декабря 1915. Апостольский нунций в Австрии с 27 января 1912 по 6 декабря 1915. Префект Священной Конгрегации по делам монашествующих с 19 декабря 1918 по 6 марта 1920. Камерленго Священной Коллегии Кардиналов с 24 марта 1924 по 30 марта 1925. Апостольский Датарий с 22 июля 1930 по 16 сентября 1933. Кардинал-священник с 6 декабря 1915, с титулом церкви Сан-Джироламо-дельи-Скьявони с 7 декабря 1915.

## Образование и священство
Родился Раффаэле Скапинелли ди Легуиньо 25 апреля 1858 года, в Модене, тогда еще Моденское герцогство. Обучался в семинарии в Реджо-нель-Эмилия, затем в Папской Церковной академии в Риме, получив степень доктора канонического и гражданского права. Рукоположен в 1884 году.

## Дипломатическая работа
С 1887 года по 1889 год он также был профессором канонического права в родной семинарии. После этого он служил сотрудником в Государственном секретариате Ватикана в 1889—1891 годах, секретарём апостольской нунциатуры в Португалии с 25 июля 1891 года по 1894 год, и аудитором нунциатуры в Нидерландах с 13 февраля 1894 года по 1905 год..
Тайный камергер supernumerario с 3 мая 1889 года. Тайный камергер de numero participantium с 29 декабря 1899 года; переназначен, 15 августа 1903 года. Каноник патриаршей Ватиканской базилики с 11 апреля 1902 года. Член профессорско-преподавательского состава Папской Церковной Академии. Секретарь комиссии по управлению богатств Святого Престола с 26 ноября 1904 года. Придворный прелат с 25 июля 1905 года. Апостольский протонотарий supra numerum 29 августа 1905 года. Руководитель секретариата Священной Конгрегации чрезвычайных церковных дел с 16 декабря 1907 года. Секретарь Комиссии по кодификации канонического права с 1908 года. Секретарь Священной Конгрегации чрезвычайных церковных дел с 18 марта 1908 года. Советник Верховной Священной Конгрегации Священной Канцелярии с 23 апреля 1908 года. Консультант Священной Консисторской Конгрегации с 4 ноября 1908 года. Апостольский нунций в Австро-Венгрии с 27 января 1912 года.

## Епископ и кардинал
Назначен титулярным архиепископом Лаодикии с 30 января 1912 года. Рукоположен в священники 25 февраля 1912 года в часовне Матильды, в Апостольском дворце Ватикана, кардиналом Рафаэль Мерри дель Валь — государственный секретарь Святого Престола при содействии Витторио Амедео Рануцци де Бьянки — титулярного архиепископа Тира, магистра Палаты Его Святейшества, и Агостино Дзампини, OSA — титулярного епископа Порфиреоне, папского ризничего.
Возведён в сан кардинала-священника на консистории от 6 декабря 1915 года. Оставался в Вене до конца 1916 года. Получил красную шапку и титул церкви Сан-Джироламо-дельи-Скьявони с 7 декабря 1916 года. Префект Священной Конгрегации по делам монашествующих с 19 декабря 1918 года по 6 марта 1920 года. Участвовал в Конклаве 1922 года, который избрал Папу Пия XI. Камерленго Священной Коллегии кардиналов с 24 марта 1924 года по 30 марта 1925 года. Апостольский Датарий с 22 июля 1930 по 16 сентября 1933.
Скончался кардинал Раффаэле Скапинелли ди Легуиньо 16 сентября 1933 года, Форте-дей-Марми, Масса-Каррара. Похоронен в капелле Священной Конгрегации Пропаганды Веры на кладбище Кампо Верано в Риме.